# 盧塞恩前阿爾卑斯山脈

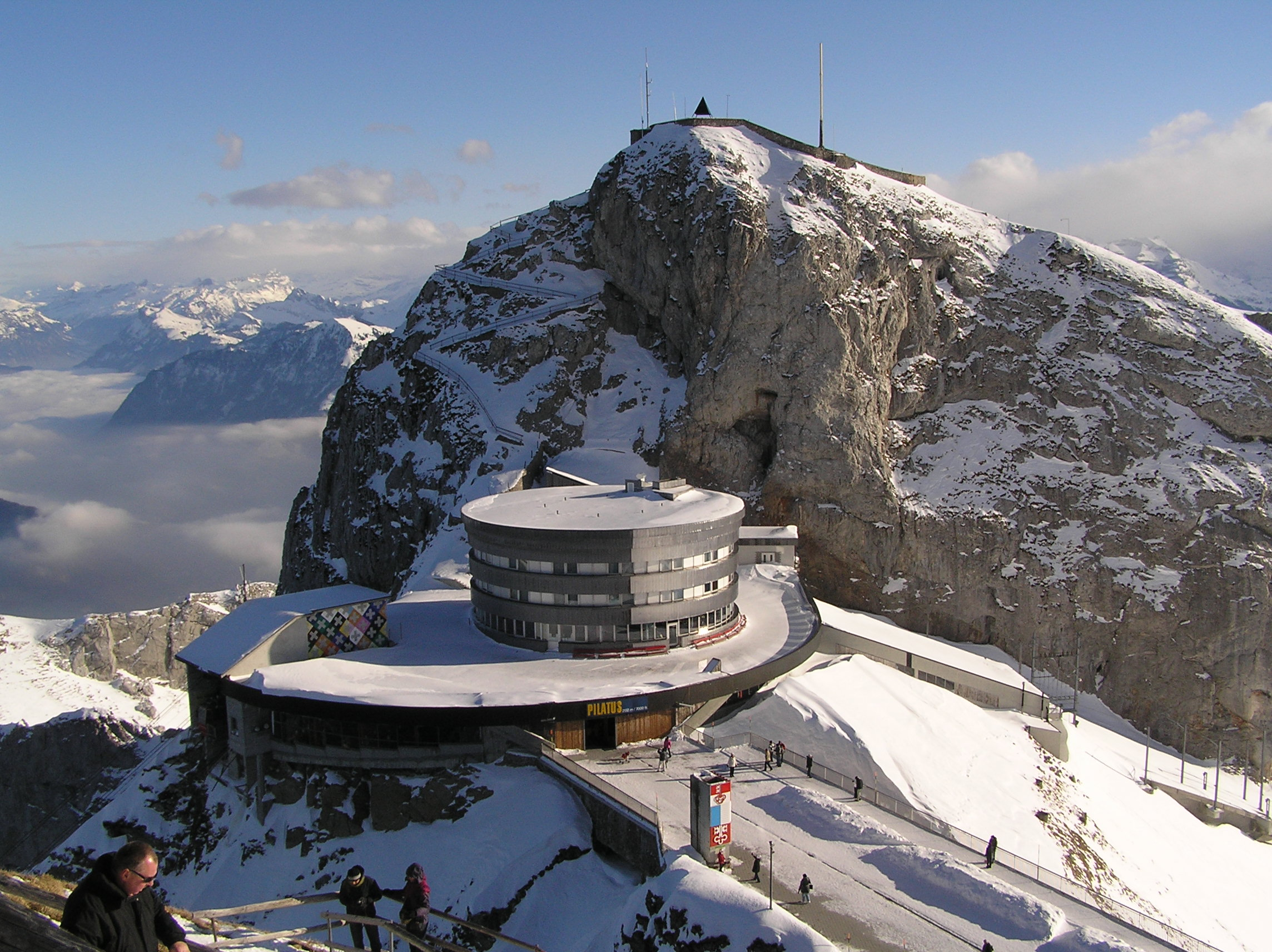

46°55′N 8°7′E / 46.917°N 8.117°E
盧塞恩前阿爾卑斯山脈（德語：Luzerner Voralpen），是瑞士的山脈，位於該國中部，由盧塞恩州負責管轄，屬於瑞士前阿爾卑斯山脈的一部分，最高點托姆利斯山海拔高度2,128米。